# Pai (fiume)
Il fiume Pai (in thailandese แม่น้ำปาย, Mae nam Pai, trascrizione IPA: mɛ̂ːnáːm paːj; in birmano: Surin, in lingua lanna: ) è un affluente del Saluen lungo 180 km che nasce in Thailandia del Nord e getta le sue acque nel Saluen in Birmania, dove viene chiamato Surin.

## Corso
Nasce in Thailandia a un'altitudine di 1 170 metri dalla catena dei monti Daen Lao nel distretto di Pai, in provincia di Mae Hong Son. Scorre inizialmente verso sud e dopo alcuni chilometri attraversa Pai, nota località turistica. Continua il suo corso tortuoso per alcuni chilometri verso sud e piega quindi verso ovest. Poco prima di Mae Hong Son torna a scorrere verso sud e passa per la periferia ovest della città. Piega quindi ancora verso ovest, attraversa la frontiera con la Birmania ed entra nello Stato Kayah. Il fiume segna il confine tra i monti Daen Lao a nord e il gruppo montuoso Thanon Thong Chai verso sud. Il breve tratto birmano è meno tortuoso di quello thailandese. Si getta nel Saluen a 180 km dalla propria sorgente.

## Etimologia
In lingua lanna, il termine Pai () significa elefante maschio. Secondo le cronache locali, durante una campagna di guerra delle truppe del Regno Lanna nel 1447, uno dei sacri elefanti bianchi del re Tilokaraj fuggì, il sovrano diede ordine di cercarlo e fu trovato mentre si bagnava in questo fiume.

## Turismo
La zona del fiume Pai è di forte richiamo turistico per i suoi panorami, le sorgenti termali, pittoresche cascate e per la possibilità di fare rafting sul fiume, in particolare tra ottobre e marzo.